# Simon Tahamata
Simon Melkianus Tahamata (Vught, 26 de maio de 1956) é um ex-futebolista dos Países Baixos, que jogava como ponta-direita.

## Carreira em clubes
Revelado nas categorias de base do Theole (clube amador de seu país), Tahamata foi para o Ajax em 1971, profissionalizando-se em 1976. Vestindo a camisa dos Godenzonen, foi tricampeão nacional e da Copa dos Países Baixos, nesta última de forma seguida (1977–78, 1978–79, 1979–80).
Por 4 anos, jogou no Standard de Liège, onde venceria por 2 vezes o Campeonato Belga  (1981–82 e 1982–83) e uma Copa da Bélgica (1980–81). Voltaria ao futebol holandês em 1984, desta vez para jogar no Feyenoord (87 partidas e 29 gols em 3 temporadas). Regressaria à Bélgica em 1987, defendendo o Beerschot, e encerraria a carreira aos 39 anos de idade, em 1996, quando o clube ainda chamava-se Germinal Ekeren.
Após deixar os gramados, virou técnico das categorias de base do Standard Liège, função que exerceria até 2000. Desde então, continua trabalhando em times de juniores, passando por Germinal Beerschot, Al-Ahli Jeddah e Ajax, onde trabalha desde 2014 (é a segunda passagem dele no cargo; a primeira foi entre 2004 e 2009).

## Seleção
Tahamata, que é descendente de indonésios, jogou 22 vezes pela Seleção da Holanda e fez 2 gols. Sua estreia foi em 22 de maio de 1979, contra a Argentina - no mesmo dia, a FIFA completava 75 anos de fundação. Embora tivesse disputado outros 2 amistosos e 3 jogos das eliminatórias da Eurocopa de 1980, o ponta-esquerda não foi convocado para o torneio.
Ainda participou de jogos das eliminatórias para as Copas de 1982 e 1986 e as Eurocopas de 1984 e 1988 - a Holanda não se classificou para as 3 primeiras e Tahamata não foi convocado para a edição disputada na antiga Alemanha Ocidental.